# حسام الشاه
حسام الشاه (3 يوليو 1975 -)، ممثل سوري. ولد في حمص خريج المعهد العالي للفنون المسرحي وله عدة تجارب واعمال في الإذاعة وفي السينما والمسرح والتلفزيون. مثل في المسلسل البحريني عذاري بدور عماد الشاب السوري المغترب. له تجربة في الإخراج حيث اخرج مسلسل راكورات الذي عرض على القنوات السورية الفضائية والأرضية له أكثر من تجربة في الدوبلاج ومنها المسلسل الكرتوني (شووت) حيث لعب دور حارس المرمى وليد، مسلسل (نور)، مسلسل (سنوات الضياع) التركي.

## أعماله

### المسلسلات
- سفر
- الخوالي
- ليالي الصالحية
- باب الحارة
- الحوت
- سري للغاية
- بطل من هذا الزمان
- هروب
- دنيا
- أهل الراية
- ظل المسافات
- الأيام المتمردة
- ليس سرابا
- عمر - ضيف شرف
- بقعة ضوء
- صلاح الدين الآيوبي
- ربيع قرطبة
- قلبي معكم (ضيف شرف)
- سلسلة صور عائلية
- رجال الحسم
- الولادة من الخاصرة 3
- دنيا 2

### مسلسلات خليجية
- عذاري (بحريني)

### الإخراج
- مسلسل راكورات
- الفيلم القصير حُلي
- مسرحية لو على لو
- النسخة الصوتية العربية لمسلسل يونس إيمره التركي

### المسرح
- مونودراما عالم صغير
- كسور
- دبلوماسيون
- حكاية علاء الدين
- الحدث السعيد
- دائرة الطباشير
- الغنمة
- 970

### الدوبلاج
- نور
- سنوات الضياع بصوت علي
- أكليل الورد
- الأجنحة المنكسرة
- لحظة وداع
- دموع الورد بصوت حسن
- وادي الذئاب بصوت سليمان شاكر
- حد السكين
- عائلتان
- قصة شتاء
- قلب شجاع
- العد العكسي
- الأرض الطيبة بصوت محمود ميخائيل
- إيزل
- العشق الاسود
- بنات الشمس
- العمر الضائع
- غيت
- النفس الروحاني
- يونس ايمريه
- الجيلاني

### الرسوم المتحركة
- شوت